# Parathesis parvissima
Parathesis parvissima är en viveväxtart som beskrevs av C.L. Lundell. Parathesis parvissima ingår i släktet Parathesis och familjen viveväxter. Inga underarter finns listade i Catalogue of Life.